# Rhinocypha uenoi
Rhinocypha uenoi é uma espécie de libelinha da família Chlorocyphidae.
É endémica de Japão.